# Javelin (album)
Javelin è il decimo album in studio del musicista statunitense Sufjan Stevens. È stato pubblicato il 6 ottobre 2023 tramite Asthmatic Kitty.

## Registrazioni
Stevens ha creato il disco principalmente da solo nel suo studio di casa con il contributo di diversi amici, tra cui le armonie fornite da Adrienne Maree Brown, Hannah Cohen, Pauline Delassus, Megan Lui, Nedelle Torrisi. Le parti di chitarra (acustica e elettrica) sono suonate dal chitarrista dei The National Bryce Dessner. Secondo un comunicato stampa, l'album vede l'artista tornare alla "modalità cantautore completo" per la prima volta dal suo album in studio del 2015 Carrie & Lowell. Afferma inoltre che Javelin potrebbe far sembrare la produzione da "grande squadra" a volte, ma assicura all'ascoltatore che ogni traccia è un prodotto di Stevens "a casa", "costruito da solo" e creando una sensazione di "opulenza da studio di Los Angeles degli anni '70".".
Il singolo principale So You Are Tired, un "grande ritorno alla strumentazione acustica ridotta" di Carrie & Lowell, è stato pubblicato il 14 agosto 2023. Mentre Sufjan ha scritto nove tracce da solo, il progetto contiene anche una cover di There's a World di Neil Young dal suo album Harvest del 1972. L'uscita dell'album sarà accompagnata da un libro di 48 pagine di arte "visiva fantasiosa" e dieci brevi saggi legati alle canzoni.

## Recensioni
Javelin ha ricevuto un punteggio di 88 su 100 sull'aggregatore di recensioni Metacritic sulla base delle recensioni di sedici critici, indicando "il plauso universale". Mojo ha ritenuto che Stevens sia "ancora abile nell'intimità spettacolare, anche se un po' opaca" e che "incanta con 'My Red Little Fox', con i suoi flauti dolci barocchi", mentre Uncut ha affermato che "Javelin suona come un vero Sufjan Stevens album, riprendendo i fili lirici e sonori di Carrie & Lowell e The Age of Adz del 2010". Lucy Fitzgerald di The Skinny ha concluso che l'album "distilla con grazia una profusione di disprezzo per se stessi", definendolo "un effetto straziante. Nessuno brama come Sufjan Stevens". Dana Polonia di Slant Magazine ha scritto che "come sempre, le espressioni di devozione spirituale e romantica sono abilmente intrecciate nei testi di Stevens" mentre "colma l'universale e il personale. Javelin non sembra solo un ritorno alla forma, ma si sente in ripresa».

## Tracce
1. Goodbye Evergreen – 3:35
2. "A Running Start – 4:21
3. Will Anybody Ever Love Me? – 4:09
4. Everything That Rises – 4:59
5. Genuflecting Ghost – 3:32
6. My Red Little Fox – 3:42
7. So You Are Tired – 4:49
8. Javelin (To Have and to Hold) – 1:52
9. Shit Talk – 8:31
10. There's a World – 2:29